# Колмановский, Эдуард Савельевич
Эдуа́рд Саве́льевич Колмано́вский (9 января 1923, Могилёв — 27 июля 1994, Москва) — советский композитор. Народный артист СССР (1991). Лауреат Государственной премии СССР (1984).

## Биография
Родился 9 января 1923 года в Могилёве (ныне в Белоруссии), в еврейской семье. Родители — студент Горного института Савелий Маркович Колмановский (1900—1925) и Раиса Наумовна Павловская (1901—1992). Отец умер от скарлатины в 1925 году, когда сыну было два года. Рано оставшись вдовой, мать вторично вышла замуж за выпускника электротехнического факультета Московского высшего технического училища, сотрудника Госплана Александра Марковича Колмановского (1896—1956) — старшего брата умершего мужа.
В 1936—1941 годах учился в музыкальной школе и музыкальном училище им. Гнесиных в Москве у О. Ф. Гнесиной (фортепиано), Е. О. Месснера и Ф. Е. Витачека (композиция). В 1945 году окончил Московскую консерваторию по классу композиции у В. Я. Шебалина.
В 1947—1952 годах — ответственный редактор музыкального вещания Всесоюзного радио.
Творческую деятельность начал в 1943 году. В репертуаре композитора свыше двухсот песен (на сл. К. Я. Ваншенкина, Е. А. Долматовского, Е. А. Евтушенко, М. Л. Матусовского, Л. И. Ошанина, И. Д. Шаферана и других). Он написал музыку ко многим драматическим спектаклям («Двенадцатая ночь» У. Шекспира, «Старые друзья» Л. А. Малюгина, «Женский монастырь» В. А. Дыховичного и М. Р. Слободского, «Том Кенти» С. В. Михалкова, «Голый король» Е. Л. Шварца, «Сталевары» Г. К. Бокарева и др.), к музыкальной комедии «Ох, уж этот Вронский» (1976) и музыкальной сказке-опере «Белоснежка» (1965), а также ко многим кинофильмам, мультфильмам, телефильмам, радиопостановкам, инструментальным пьесам. Автор крупных оркестровых сочинений, в том числе четырёх сюит: «Лирическая» (1945), на греческие темы (1948), «Славянская» (1950) и из музыки к комедии У. Шекспира «Двенадцатая ночь» (для солистов и симфонического оркестра, 1956), а также концерта для альта (1945), романсов на сл. М. Ю. Лермонтова, А. С. Пушкина, Р. Бёрнса (для голоса и фортепиано) и пьес для эстрадного оркестра.
В начале 1970-х годов участвовал в составе жюри популярного телевизионного конкурса «Алло, мы ищем таланты!».
Жил в «доме композиторов» в Газетном переулке, дом № 13.
Скончался 27 июля 1994 года в Москве. Похоронен на Введенском кладбище (8 уч.).

### Семья
- Жена — Тамара Наумовна Майзель (1923—1968). Во втором классе школы познакомился со своей будущей женой. В шестом классе, когда ему было тринадцать лет, а Тамаре двенадцать, они договорились пожениться, как только это будет возможно[13]. Свадьба состоялась в 1943 году. Тамара Наумовна, будучи племянницей крупного учёного-металлурга А. М. Лясса[8], сама стала филологом, кандидатом наук, преподавателем английского языка. 15 января 1968 года супруга композитора Колмановского погибла в автокатастрофе вместе с композитором А. П. Долуханяном, который был за рулём автомобиля[14].
  - Сын — Сергей Эдуардович Колмановский (род. 1945), композитор[15]. С 1990 года живёт в Германии. Работает в области симфонической, оперной и камерной музыки. Выступает с концертами и музыковедческими докладами, печатается как журналист. Член правления ортодоксальной еврейской общины Ганновера.
  - Сын — Александр Эдуардович Колмановский (род. 1956), психолог[16]. Внук — Илья Александрович Колмановский (род. 1976), зоолог, журналист, популяризатор науки.
- Сестра — Мария Александровна Колмановская (в замужестве Геронимус, род. 1933), её муж — Юрий Вениаминович Геронимус (1923—2013), математик[8].
- Дядя (по отцовской линии) — Давид Маркович Колмановский (1896—1937), инженер и организатор производства, начальник объединения «Главхимпластмасс» Наркомата тяжёлой промышленности СССР (расстрелян по ложному обвинению как изменник родины); его жена — актриса Валентина Григорьевна Вагрина (1906—1987).
- Дядя (по материнской линии) — Михаил Наумович Павловский (1885—1963), издатель, предприниматель, общественный деятель русской эмиграции и синолог.
- Троюродный брат — Александр Абрамович Колмановский (1922—1997), заслуженный тренер СССР (греко-римская борьба).

## Награды и звания
- Заслуженный деятель искусств Бурятской АССР (1963)
- Заслуженный деятель искусств РСФСР (16.01.1974)
- Народный артист РСФСР (28.01.1981)[17]
- Народный артист СССР (15.05.1991)[1]
- Государственная премия СССР (1984) — за песни последних лет

## Известные песни
- «Я люблю тебя, жизнь»
- «Хотят ли русские войны»
- «Алёша»
- «Чёрное и белое»
- «Диалог у новогодней ёлки»
- «Бирюсинка»
- «Вальс о вальсе»
- «Бежит река»
- «Журавлёнок»
- «В нашем городе дождь»
- «Когда разлюбишь ты»
- «Ты говоришь мне о любви»
- Песни из телефильма «12 ночь»
- «Где ты раньше был?»
- «Вы служите, мы вас подождём»
- «Люди в белых халатах»
- «Прости меня»
- «А мне мама целоваться не велит»
- «Городской романс»
- «Я работаю волшебником»
- «Пока убийцы ходят по земле»
- «Седеет пепел нашего огня»
- «Наши мамы»
- «Пожелай удачи»
- «Перекресток»
- «Я вернусь к тебе, Россия»
- «Тишина»
- «Всё ещё впереди» (Стихи К. Кулиева, пер. Н. Гребнева)
- «Женщине, которую люблю»
- «Я улыбаюсь тебе»
- «Ребят позабыть не могу»
- «Моя тайна»
- «Мужчины»
- «Чета белеющих берёз»
- «Песенка без конца»
- Спасибо вам, люди (и др. песни из телефильма «По семейным обстоятельствам»)
- «Жизнь моя — кинематограф»

## Фильмография
- 1955 — Ореховый прутик (мультипликационный)
- 1955 — Упрямое тесто (мультипликационный)
- 1956 — Аист (мультипликационный)
- 1956 — Гадкий утёнок (мультипликационный)
- 1957 — В одной столовой (мультипликационный)
- 1957 — Над нами небо (документальный)
- 1957 — Почему ушел котёнок (мультипликационный)
- 1958 — Волшебное зеркало (документальный)
- 1958 — Мальчик из Неаполя (мультипликационный)
- 1959 — Али-Баба и сорок разбойников (мультипликационный)
- 1959 — Пересолил (мультипликационный)
- 1960 — Петя-Петушок (мультипликационный)
- 1961 — Муравьишка-хвастунишка (мультипликационный)
- 1965 — Давайте знакомиться: месяц Май (фильм-спектакль) (совместно с другими)
- 1967 — Весна на Одере
- 1970 — Вас вызывает Таймыр
- 1970 — Денискины рассказы
- 1970 — Я — 11-17
- 1971 — Женский монастырь (фильм-спектакль)
- 1971 — Червона рута (короткометражный) (совместно с другими)
- 1972 — Моби Дик (фильм-спектакль)
- 1972 — Том Кенти (фильм-спектакль)
- 1972 — Улица без конца (совместно с И. А. Цветковым)
- 1972 — Большая перемена
- 1974 — Три дня в Москве
- 1975 — Любовь останется (фильм-спектакль) (совместно с другими)
- 1977 — По семейным обстоятельствам
- 1978 — Я люблю тебя, жизнь. Песни Эдуарда Колмановского (короткометражный)
- 1979 — Кот в сапогах (фильм-спектакль)
- 1981 — Про Ивана-Не-Великана (фильм-спектакль)
- 1982 — Приключения волшебного глобуса, или Проделки ведьмы (мультипликационный) (совместно с Р. М. Хозаком)